# Облучённость (фотометрия)
Облучённость {\displaystyle E_{e}} — физическая величина, одна из энергетических фотометрических величин.
Характеризует поверхностную плотность мощности излучения, падающего на поверхность.
Количественно равна отношению потока излучения {\displaystyle d\Phi _{e}}, падающего на малый участок поверхности, к площади этого участка {\displaystyle dS}:
{\displaystyle E_{e}={\frac {d\Phi _{e}}{dS}}.}
Численно облучённость равна модулю составляющей вектора Пойнтинга, перпендикулярной поверхности, усредненной за время, существенно превосходящее период электромагнитных колебаний.
Единица измерения в Международной системе единиц (СИ): Вт·м−2.
Если поверхность освещается точечным источником, то для её облучённости выполняется:
{\displaystyle E_{e}={\frac {I_{e}}{r^{2}}}\cos \theta ,}
где {\displaystyle I_{e}} — сила излучения источника в направлении интересующей точки поверхности, {\displaystyle r} — расстояние между этой точкой и источником, а {\displaystyle \theta } — угол, который нормаль к поверхности образует с направлением на источник.
Другое, используемое в литературе, но не предусмотренное ГОСТом наименование облучённости, — энергетическая освещённость.

## Спектральная плотность облучённости

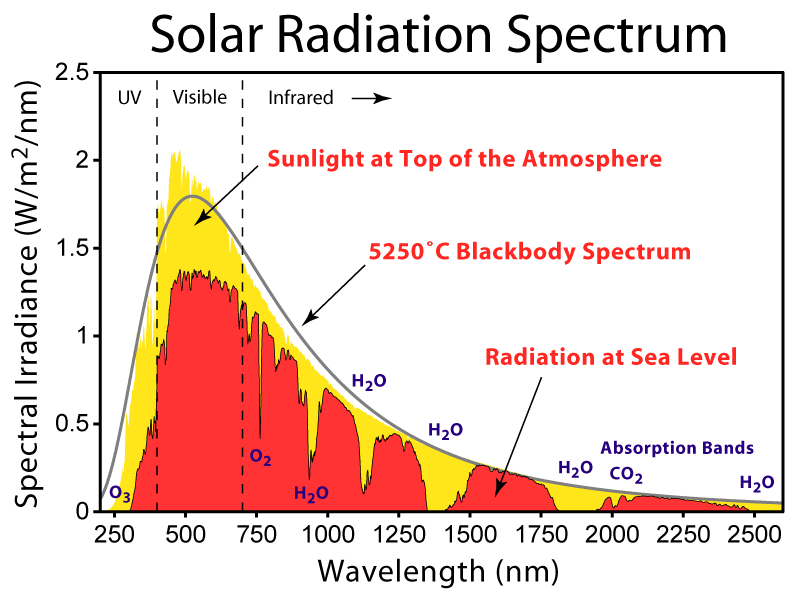
Спектры облучённости, создаваемой солнечным излучением над атмосферой Земли и на уровне моря.

Спектральная плотность облучённости {\displaystyle E_{e,\lambda }} — отношение величины облученности {\displaystyle dE_{e},} приходящейся на малый спектральный интервал {\displaystyle d\lambda ,} к ширине этого интервала:
{\displaystyle E_{e,\lambda }(\lambda )={\frac {dE_{e}}{d\lambda }}.}
Единицей измерения {\displaystyle E_{e,\lambda }} в системе СИ является Вт·м−3. Поскольку длины волн принято измерять в нанометрах, то на практике используется Вт·м−2·нм−1.
Зависимость спектральной плотности облучённости от длины волны излучения называют спектром облучённости.
На рисунке представлены спектры облучённости, создаваемой солнечным излучением за пределами земной атмосферы и на уровне моря. Там же для сравнения приведен спектр излучения абсолютно черного тела нагретого до температуры 5250 °С (~ 5525 К). Видно, что облучённость на поверхности Земли заметно ниже, чем в космосе, из-за поглощения излучения газами, составляющими атмосферу.

## Световой аналог
В системе световых фотометрических величин аналогом облучённости является освещённость {\displaystyle E_{v}}. По отношению к облучённости освещённость является редуцированной фотометрической величиной, получаемой с использованием значений относительной спектральной световой эффективности монохроматического излучения для дневного зрения {\displaystyle V(\lambda )}:
{\displaystyle E_{v}=K_{m}\cdot \int \limits _{380~nm}^{780~nm}E_{e,\lambda }(\lambda )V(\lambda )d\lambda ,}
где {\displaystyle K_{m}} — максимальная световая эффективность излучения, равная в системе СИ 683 лм/Вт. Её численное значение следует непосредственно из определения канделы.

## Энергетические фотометрические величины СИ
Сведения о других основных энергетических фотометрических величинах приведены в таблице. Обозначения величин даны по ГОСТ 26148—84.
| Наименование (синоним)                     | Обозначения                                  | Определение                                                                         | Единица в СИ | Световой аналог                         |
| ------------------------------------------ | -------------------------------------------- | ----------------------------------------------------------------------------------- | ------------ | --------------------------------------- |
| Энергия излучения (лучистая энергия)       | {\displaystyle Q_{e}} или {\displaystyle W}  | Энергия, переносимая излучением                                                     | Дж           | Световая энергия                        |
| Поток излучения (лучистый поток)           | {\displaystyle \Phi }e или {\displaystyle P} | {\displaystyle \Phi _{e}={\frac {dQ_{e}}{dt}}}                                      | Вт           | Световой поток                          |
| Сила излучения (энергетическая сила света) | {\displaystyle I_{e}}                        | {\displaystyle I_{e}={\frac {d\Phi _{e}}{d\Omega }}}                                | Вт·ср−1      | Сила света                              |
| Объёмная плотность энергии излучения       | {\displaystyle U_{e}}                        | {\displaystyle U_{e}={\frac {dQ_{e}}{dV}}}                                          | Дж·м−3       | Объёмная плотность световой энергии     |
| Энергетическая светимость                  | {\displaystyle M_{e}}                        | {\displaystyle M_{e}={\frac {d\Phi _{e}}{dS_{1}}}}                                  | Вт·м−2       | Светимость                              |
| Энергетическая яркость                     | {\displaystyle L_{e}}                        | {\displaystyle L_{e}={\frac {d^{2}\Phi _{e}}{d\Omega \,dS_{1}\,\cos \varepsilon }}} | Вт·м−2·ср−1  | Яркость                                 |
| Интегральная энергетическая яркость        | {\displaystyle \Lambda _{e}}                 | {\displaystyle \Lambda _{e}=\int _{0}^{t}L_{e}(t')dt'}                              | Дж·м−2·ср−1  | Интегральная яркость                    |
| Энергетическая экспозиция                  | {\displaystyle H_{e}}                        | {\displaystyle H_{e}={\frac {dQ_{e}}{dS_{2}}}}                                      | Дж·м−2       | Световая экспозиция                     |
| Спектральная плотность энергии излучения   | {\displaystyle Q_{e,\lambda }}               | {\displaystyle Q_{e,\lambda }={\frac {dQ_{e}}{d\lambda }}}                          | Дж·м−1       | Спектральная плотность световой энергии |

Здесь {\displaystyle dS_{1}} — площадь элемента поверхности источника,
{\displaystyle dS_{2}} — площадь элемента поверхности приёмника,
{\displaystyle \varepsilon } — угол между нормалью к элементу поверхности источника и направлением наблюдения.